# فهرست باشگاه‌های فوتبال در ارمنستان
در زیر فهرست باشگاه‌های فوتبال در ارمنستان (ارمنی: Ֆուտբոլային ակումբների ցանկը Հայաստանում) آورده شده‌است:

## باشگاه‌های فعال
- باشگاه فوتبال آلاشکرت
- Ararat-Armenia
- باشگاه فوتبال آرارات ایروان
- Artsakh
- باشگاه فوتبال بانانتس
- Erebuni
- باشگاه فوتبال گاندزاسار کاپان
- Junior Sevan
- باشگاه فوتبال لوکوموتیو ایروان
- باشگاه فوتبال لوری
- باشگاه فوتبال پیونیک
- باشگاه فوتبال شیراک
- باشگاه فوتبال ایروان

## باشگاه‌های غیرفعال
| - باشگاه فوتبال آبوویان - باشگاه فوتبال آختالا - باشگاه فوتبال آختامار - باشگاه فوتبال آلماست - باشگاه فوتبال آرابکیر - باشگاه فوتبال آراگاتس - باشگاه فوتبال آراکس آرارات - باشگاه فوتبال آراکس آرارات - باشگاه فوتبال آرماویر - باشگاه فوتبال آرپا - باشگاه فوتبال آزناوور - باشگاه فوتبال بنتونیت ایجوان - بی‌کی‌ام‌ای ایروان - باشگاه فوتبال دبد - باشگاه فوتبال دینامو ایروان - باشگاه فوتبال دوین آرتاشات - FIMA Yerevan - باشگاه فوتبال گغارد - باشگاه فوتبال هاچن | - باشگاه فوتبال ایمپالس - باشگاه فوتبال کارین - باشگاه فوتبال کیلیکیا - باشگاه فوتبال کینگ دولوکس - باشگاه فوتبال کومایری - باشگاه فوتبال کوتایک - باشگاه فوتبال لرناگورتس واردنیس - باشگاه فوتبال لرناین آرتساخ - باشگاه فوتبال لویس-آرارات - باشگاه فوتبال مالاتیا - باشگاه فوتبال ماسیس - باشگاه فوتبال میکا - باشگاه فوتبال موش چارنتساوان - باشگاه فوتبال موش کاساغ - باشگاه فوتبال نائیری - باشگاه فوتبال نیگ آپاران - باشگاه فوتبال نورک ماراش - باشگاه فوتبال پاتانی (ارمنستان) | - RUOR Yerevan - باشگاه فوتبال شنگاویت - باشگاه فوتبال شینارار - باشگاه فوتبال سیپان - SKVV Yerevan - باشگاه فوتبال اسپیتاک - باشگاه فوتبال اسپارتاک ایروان - باشگاه فوتبال توفاگورتس - باشگاه فوتبال اولیس - باشگاه فوتبال واغارشاپات - باشگاه فوتبال وان ایروان - باشگاه فوتبال وانادزور - باشگاه فوتبال یغوارد - باشگاه فوتبال یرازانک - باشگاه فوتبال ایروان یونایتد - باشگاه فوتبال یزرک - باشگاه فوتبال زانگزور - Zvartnots-AAL |